# Platytomus tibialis
Platytomus tibialis är en skalbaggsart som beskrevs av Johan Christian Fabricius 1798. Platytomus tibialis ingår i släktet Platytomus och familjen Aphodiidae. Inga underarter finns listade i Catalogue of Life.